# Priscilla Dean

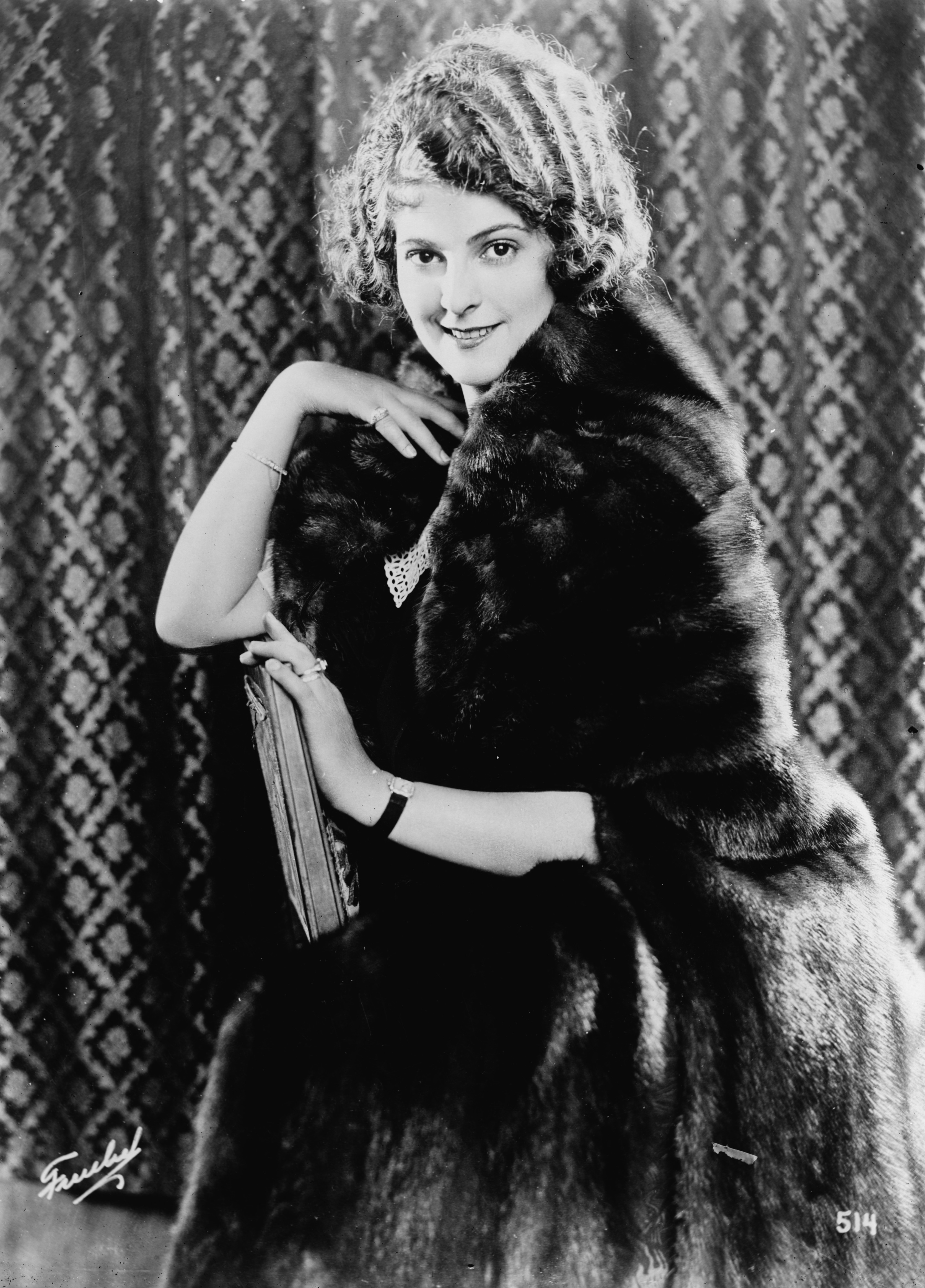
Priscilla Dean photographiée en 1922

Priscilla Dean est une actrice américaine (de cinéma muet principalement), née le 25 novembre 1896 à New York (État de New York), morte le 27 décembre 1987 à Leonia (New Jersey).

## Biographie
Fille d'acteurs de théâtre, Priscilla Dean débute au cinéma dans deux courts métrages sortis en 1912 (dont un réalisé par D. W. Griffith). Jusqu'en 1928, elle contribue à quatre-vingt-six films muets américains (dont de nombreux courts métrages réalisés par Louis Chaudet en 1916), notamment au sein d'Universal.
Elle est surtout connue pour sa participation, entre 1918 et 1923, à neuf films de Tod Browning, dont La Vierge d'Istanbul (1920, avec Wallace Beery), Les Révoltés (1920, avec Lon Chaney), Under Two Flags (1922, avec James Kirkwood) et Les Fauves (1923, avec Matt Moore) ; dans les deux premiers cités, elle joue également aux côtés de Wheeler Oakman, un temps son mari (divorce). Mentionnons aussi un court métrage avec Laurel et Hardy en 1927, En plein méli-mélo de Fred Guiol.
Priscilla Dean se retire définitivement de l'écran après cinq films parlants, trois courts métrages en 1931, puis deux longs métrages en 1932. Le dernier est Klondike (en) de Phil Rosen, avec Thelma Todd et Lyle Talbot.

## Filmographie partielle
- 1912 : A Blot on the 'Scutcheon de D. W. Griffith (court métrage)
- 1914 : Maman (Mother) de Maurice Tourneur (court métrage)
- 1916 : Bungling Bill's Burglar de John Francis Dillon (court métrage)
- 1916 : The Social Pirates (en) de James W. Horne
- 1916 : Broke but Ambitious de Louis Chaudet
- 1917 : Even As You and I de Lois Weber
- 1917 : Somebody Lied de Ben F. Wilson (court métrage)
- 1917 : The Hand That Rocks the Craddle (en) de Phillips Smalley et Lois Weber
- 1917 : The Gray Ghost (en) (serial) de Stuart Paton
- 1918 : Violence (The Brazen Beauty) de Tod Browning
- 1918 : The Two-Soul Woman (en) d'Elmer Clifton
- 1918 : Quelle femme ! (Which Woman?) de Tod Browning et Harry A. Pollard
- 1918 : The Wildcat of Paris de Joseph De Grasse
- 1918 : She hired a Husband de John Francis Dillon
- 1919 : L'Insaisissable Beauté (The Exquisite Thief) de Tod Browning
- 1919 : The Silk-Lined Burglar de John Francis Dillon
- 1919 : Fleur sans tache (The Wicked Darling) de Tod Browning
- 1919 : Forbidden de Phillips Smalley et Lois Weber
- 1920 : La Vierge d'Istanbul (The Virgin of Stamboul) de Tod Browning
- 1920 : Les Révoltés (Outside the Law) de Tod Browning
- 1921 : Reputation (en) de Stuart Paton
- 1922 : Under Two Flags de Tod Browning
- 1922 : Viviane (Wild Honey) de Wesley Ruggles
- 1923 : La Marchande de rêves (Drifting) de Tod Browning
- 1923 : La Flamme de la vie (The Flame of Life) d'Hobart Henley
- 1923 : Les Fauves (White Tiger) de Tod Browning
- 1924 : La Danseuse du Caire (A Cafe in Cairo) de Chester Withey
- 1924 : Un drame en mer (The Storm Daughter) de George Archainbaud
- 1924 : La Sirène de Séville (The Siren of Seville) de Jerome Storm et Hunt Stromberg
- 1925 : Le Courrier rouge (The Crimson Runner) de Tom Forman
- 1926 : The Danger Girl d'Edward Dillon
- 1926 : Forbidden Waters (en) d'Alan Hale
- 1926 : West of Broadway de Robert Thornby
- 1926 : The Speeding Venus (en) de Robert Thornby
- 1927 : Jewels of Desire (en) de Paul Powell
- 1927 : En plein méli-mélo (Slipping Wives) de Fred Guiol (court métrage)
- 1927 : The Honorable Mr. Buggs de Fred Jackman (court métrage)
- 1928 : All for Nothing de James Parrott (court métrage)
- 1932 : Behind Stone Walls (en) de Frank R. Strayer
- 1932 : Klondike (en) de Phil Rosen

## Galerie

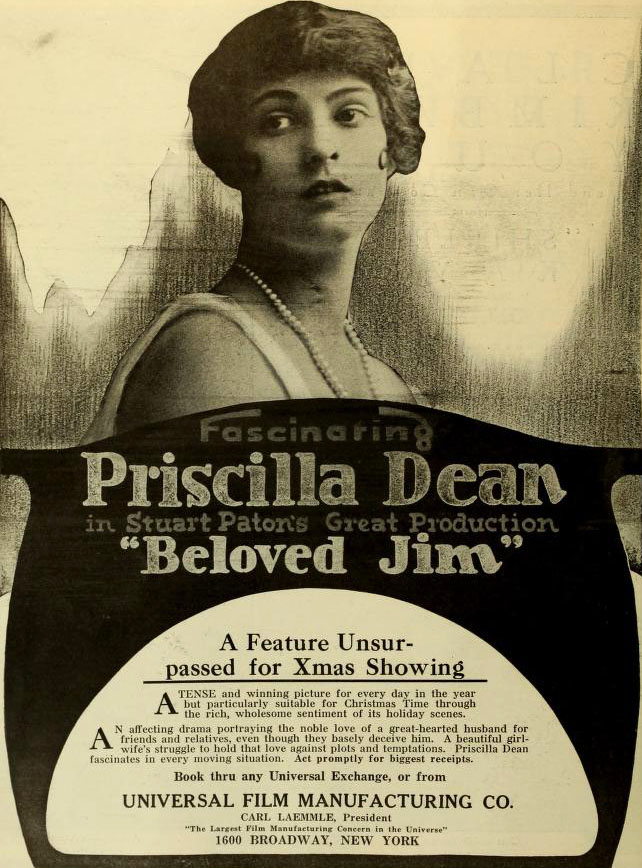
Beloved Jim (1917)
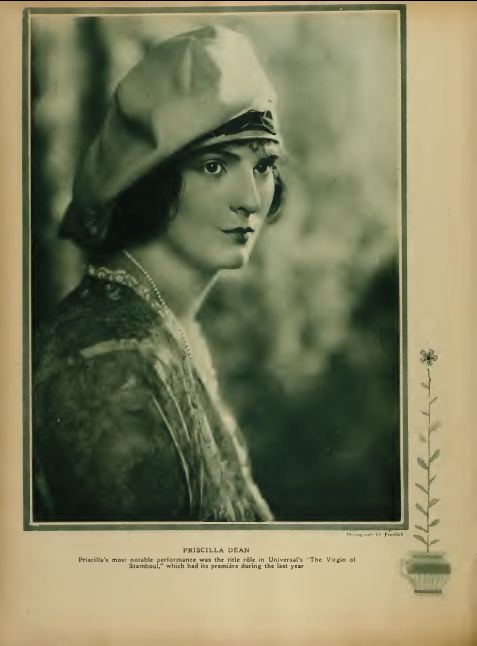
Dans Motion Picture Classic (1920)
La Vierge d'Istanbul (1920)
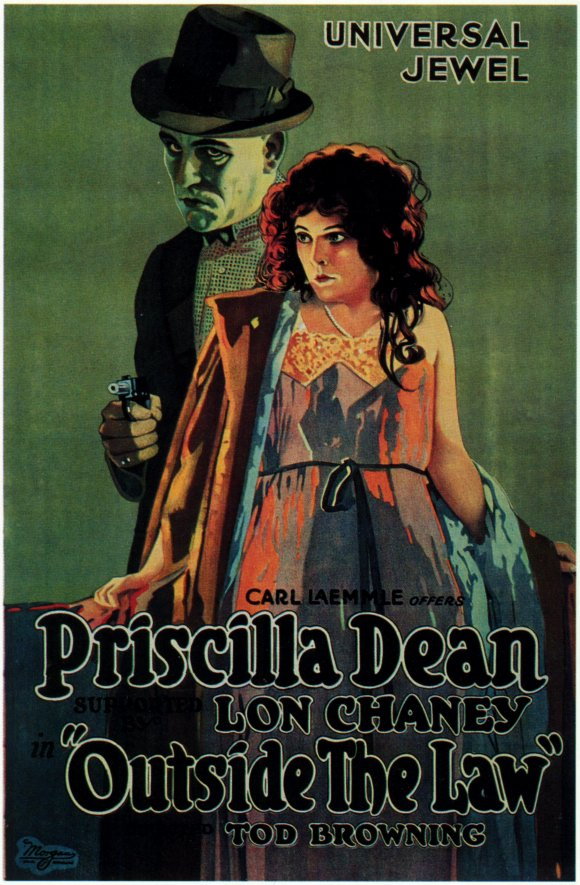
Les Révoltés (1920)
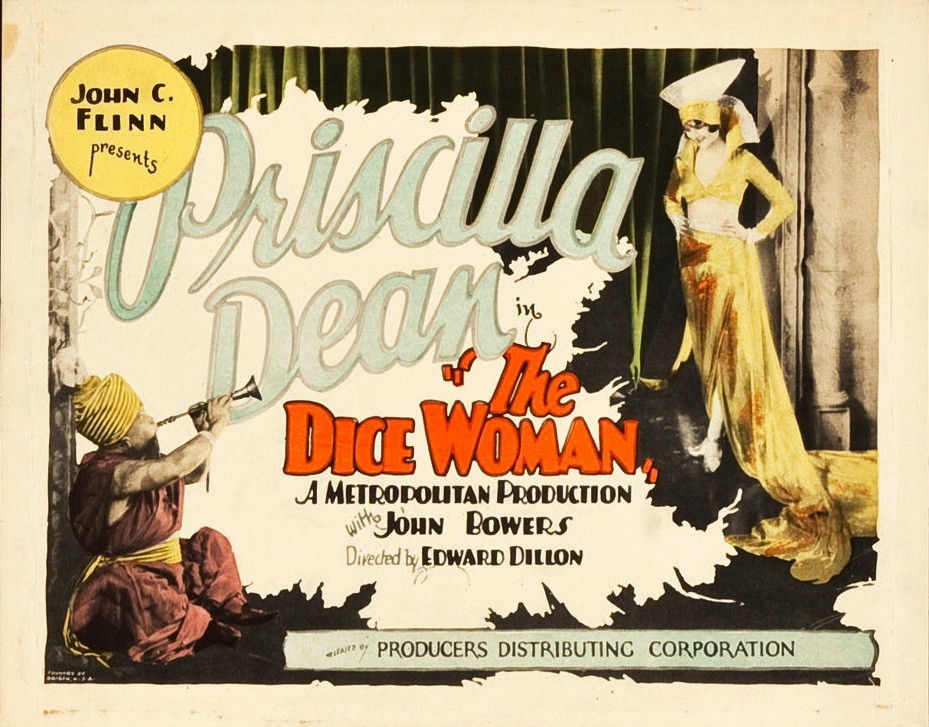
The Dice Woman (1926)